# Le Corbeau (nouvelle)
Pour les articles homonymes, voir Le Corbeau.
Le Corbeau (en russe : Ворона, Vorona) est une nouvelle d’Anton Tchekhov, parue en 1885.

## Historique
Le Corbeau est initialement publié dans la revue russe Les Éclats en 1885, et signée Antocha Tchékhonté.

## Résumé
Le lieutenant Strékatchov passe un soir devant chez Madame Doudou, une maison de tolérance. Il y entre malgré ses faibles moyens et rencontre Filenkov, un appelé qui travaille dans son service et qui ne devrait pas être ici à cette heure. 
Filenkov, pour acheter le silence de Strékatchov, commande du champagne et met une fille dans ses bras. Puis, ils font la tournée des restaurants en ville.
Le lendemain, la tête lourde, les deux hommes s’ignorent.

## Édition française
- Le Corbeau, traduit par Édouard Parayre, in Œuvres I, Paris, Éditions Gallimard, coll. « Bibliothèque de la Pléiade » no 197, 1968  (ISBN 978-2-07-0105-49-6).